# 長崎少年鑑別所
長崎少年鑑別所（ながさきしょうねんかんべつしょ）は、長崎県長崎市にある法務省矯正局に属する少年鑑別所。法務少年支援センターながさき（浦上青少年相談室）とも呼ばれる。

## 概要

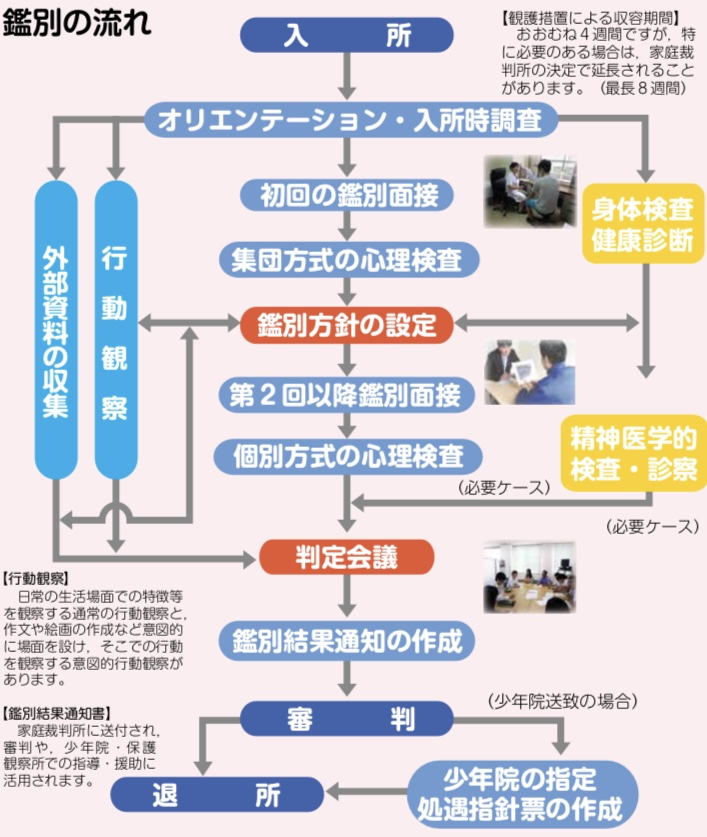

少年法・少年院法に基づき設置され、2012年（平成24年）施行の少年鑑別所法に基づき鑑別業務を行っている。
少年鑑別所は、家庭裁判所による観護措置が決定した少年（触法少年を含む）に対し、おおむね4週間程度（重大事件等では最大8週間）かけて鑑別を行い、鑑別結果通知書を家庭裁判所に送付する。鑑別結果は少年審判や少年院、保護観察所、そして児童自立支援施設などで役立てられる。

## 外来相談
併設されている「浦上青少年相談室」では、非行少年への対応を専門とする強みを活かして、一般人からの相談を無料で受け付けている。来所相談と電話のどちらも可能である。少年鑑別所での心理相談はその信頼性に定評があり、臨床心理士である法務技官や、社会学・心理学・教育学等を専門とする法務教官らが相談に応じている。なお、秘密は厳守される。
また、社会福祉法人・南高愛隣会が運営する「トレーニングセンターあいりん」で、社会内訓練に取り組んでいる人々（罪に問われた高齢者・障害者）に対し，面接や心理検査などを実施する専門的な支援も行っている。
相談者は本人のみならず、家族などの周囲からも受け付けている。成人も利用可能である。学校での非行やいじめ等の問題行動をとる生徒について、教師に助言したり、生徒・保護者・教師それぞれと面談をした実績もある。学校が主催する問題行動をとる生徒に関する指導研究会に参加して助言したり、法教育授業をしたりもする。
相談の例:
- 非行
- 犯罪行為
- 親子関係
- 職場や学校などでのトラブル
- 交友関係の悩み
- 再犯防止
- 子育ての悩み
- 思春期相談
- 知能検査

など
電話で相談予約ができる。

## 職員
- 法務教官 - 少年の教育・指導などを行う[8]。教員免許を持つ者もいる。
- 法務技官（矯正心理職） - 少年の心理検査を行う専門職員[8]。主に大学と大学院で心理学を専攻し、臨床心理士の資格を持つ者が多い。
- 内科医と精神科医
- その他職員

## 矯正展
長崎刑務所および佐世保刑務所における矯正展で，性格検査（PISE）を実施している。

## アクセス
長崎県長崎市橋口町4-3

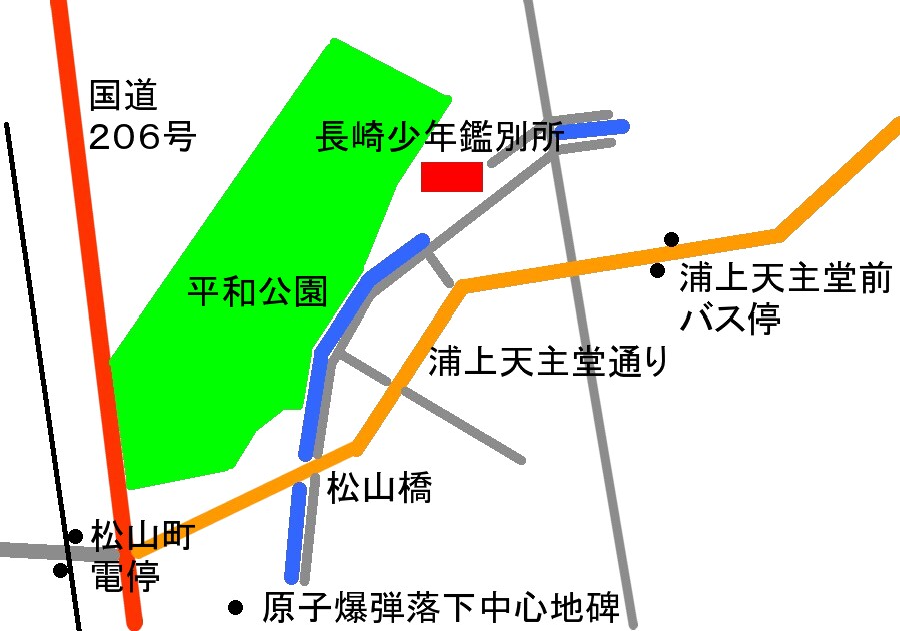

- 長崎電気軌道「平和公園」電停下車、徒歩10分[2]
- 長崎県営バス「浦上天主堂前」下車、徒歩3分[2]